# 2003 في المكسيك
فيما يلي قوائم الأحداث التي وقعت خلال عام 2003 في المكسيك.

## سياسة

### انتهاء فترة المنصب
- 31 أغسطس – ميغيل باربوسا هويرتا عضو مجلس النواب المكسيك ‏.

## رياضة
- 1 يناير – الدوري المكسيكي الممتاز 2003 الفائز نادي مونتيري.
- 1 يناير – كأس الكونكاكاف الذهبية 2003 الفائز منتخب المكسيك لكرة القدم.

## برامج ومسلسلات وأنمي
- زهرة في حياتي

## وفيات

### يناير
- 1 يناير – أنطونيو غونزاليس كاباييرو (مواليد 1927)
- 15 يناير – لويس إنريكي براكامونتاس (مواليد 1923) مهندس مكسيكي.

### أبريل
- 4 أبريل – آدالبرتو مارتينز (مواليد 1916) ممثل مكسيكي.
- 8 أبريل – تشارلز دوجلاس (مواليد 1910)
- 17 أبريل – راي مندوزا (مواليد 1929)

### يوليو
- 12 يوليو – غوستافو مونتويا (مواليد 1905)

### نوفمبر
- 28 نوفمبر – خوسيه أنطونيو غارسيا ليفا (مواليد 1960) سياسي مكسيكي.

### ديسمبر
- 21 ديسمبر – برناردو كالديرون كابريرا (مواليد 1922) مهندس معماري مكسيكي.
- 27 ديسمبر – خوان غارسيا (مواليد 1932) كاتب مكسيكي.